# Our Fair Lady
Our Fair Lady — студийный альбом американской певицы Джули Лондон, выпущенный в 1965 году на лейбле Liberty Records. Продюсером альбома выступил Снафф Гарретт.

## Об альбоме
Большая часть материала была опубликована на прошлых альбомах: треки 1, 2 — на The End of the World (1963), 6, 9 — на Julie London (1964), 7, 10, 12 — на Love Letters (1962), а трек 11 взят с сингла 1957 года. Треки 3-5 и 8 были единственными новыми песнями, записанными 9-10 октября 1964 года на сессиях, организованных Ричардом Вессом. По словам биографа Лондон Майкла Оуэна, дополнительная песня «House Where Love Is» была записана на сессиях 9-10 октября и «предположительно остается в хранилищах».

## Отзывы критиков
По мнению рецензента AllMusic Ника Дедины, аранжировки на этом релизе безжизненны. Ещё он отметил, что хотя Лондон проецировала сексуальный, уверенный образ на обложке альбома, ей лучше удаются томные песни о неразделённой любви, чем манящие типа «Never on Sunday» или китчевые песни, такие как «Theme From a Summer Place». Резюмируя, он заявил, что Our Fair Lady кажется ему «переходным» релизом.

## Список композиций
| №  | Название                       | Автор(ы)                                   | Длительность |
| -- | ------------------------------ | ------------------------------------------ | ------------ |
| 1. | «The Days of Wine and Roses»   | Генри Манчини, Джонни Мерсер               | 2:49         |
| 2. | «Call Me Irresponsible»        | Джимми Ван Хьюзен, Сэмми Кан               | 2:46         |
| 3. | «Theme from Summer Place»      | Макс Стайнер, Мак Дискант                  | 2:16         |
| 4. | «As Time Goes By»              | Херман Хапфилд                             | 3:07         |
| 5. | «More (Theme from Mondo Cane)» | Риц Ортолани, Нино Оливьеро, Норман Ньюэлл | 2:35         |
| 6. | «Charade»                      | Генри Манчини, Джонни Мерсер               | 2:25         |

| №                   | Название                 | Автор(ы)                                           | Длительность |
| ------------------- | ------------------------ | -------------------------------------------------- | ------------ |
| 1.                  | «Never On Sunday»        | Манос Хадзидакис, Билли Тоун                       | 2:20         |
| 2.                  | «An Affair to Remember»  | Гарри Уоррен, Лео Маккэри, Гарольд Адамсон         | 2:50         |
| 3.                  | «Wives and Lovers»       | Берт Бакарак, Хэл Дэвид                            | 2:39         |
| 4.                  | «Fascination»            | Фермо Данте Маркетти, Морис де Фероди, Дик Мэннинг | 1:57         |
| 5.                  | «Boy on a Dolphin»       | Такис Моркис, Джин Ферманоглу, Пол Фрэнсис Уэбстер | 2:06         |
| 6.                  | «The Second Time Around» | Джимми Ван Хьюзен, Сэмми Кан                       | 3:00         |
| Общая длительность: | Общая длительность:      | Общая длительность:                                | 32:05        |

## Участники записи
Участники сессий, проходивших в октябре 1964 года:
- Джули Лондон — вокал
- Джин Чиприано — гобой
- Пол Хорн — флейта
- Эрни Фриман[англ.] — фортепиано
- Томми Оллсап[англ.] — гитара
- Джон Грей — гитара
- Ред Каллендер[англ.] — контрабас
- Эрл Палмер[англ.] — ударные
- Джулиус Вехтер[англ.] — перкуссия
- Ричард Весс — аранжировщик
- Дэвид Хассингер[англ.] — звукорежиссёр

## Чарты
| Чарт (1965)                     | Высшая позиция |
| ------------------------------- | -------------- |
| Канада (RPM Adult Contemporary) | 11             |